# Kőrösi Márk
Szent Kőrösi Márk (horvátul Marko Križevčanin) (Körös, 1589 – Kassa, 1619. szeptember 7.), a három kassai vértanú egyike. A Belovár-Kőrösi egyházmegye védőszentje (szeptember 7.).
Gimnáziumi tanulmányait a bécsi jezsuita kollégiumban végezte, majd a gráci egyetemre ment teológiát tanulni. A Zágrábi egyházmegye kispapjaként a római Collegium Germanicum Hungaricum kötelékébe lépett. Tanulmányai befejeztével Pázmány Péter esztergomi érsek 1616-ban előbb a nagyszombati gimnázium igazgatójának hívta meg, két évvel később esztergomi kanonokká és komáromi főesperessé nevezte ki. Kassára azért küldték el, hogy az egykori abaszéplaki bencés apátság birtokait kezelje. Ezek a birtokok ugyanis az esztergomi káptalanhoz kerültek.
1619. szeptember 6-áról szeptember 7-ére virradó éjszaka Pongrácz Istvánnal és Grodecz Menyhérttel együtt megkínozták, majd megölték, miután nem adta fel katolikus hitét.
Szentté Kőrösi Márkot II. János Pál pápa avatta 1995-ben a kassai repülőtéren tartott szentmiséjén Pongrácz Istvánnal és Grodecz Menyhérttel együtt.
Az esztergomi főszékesegyázban külön oltára van, ahol ereklyéit is őrzik a Szent Jobb korábbi 

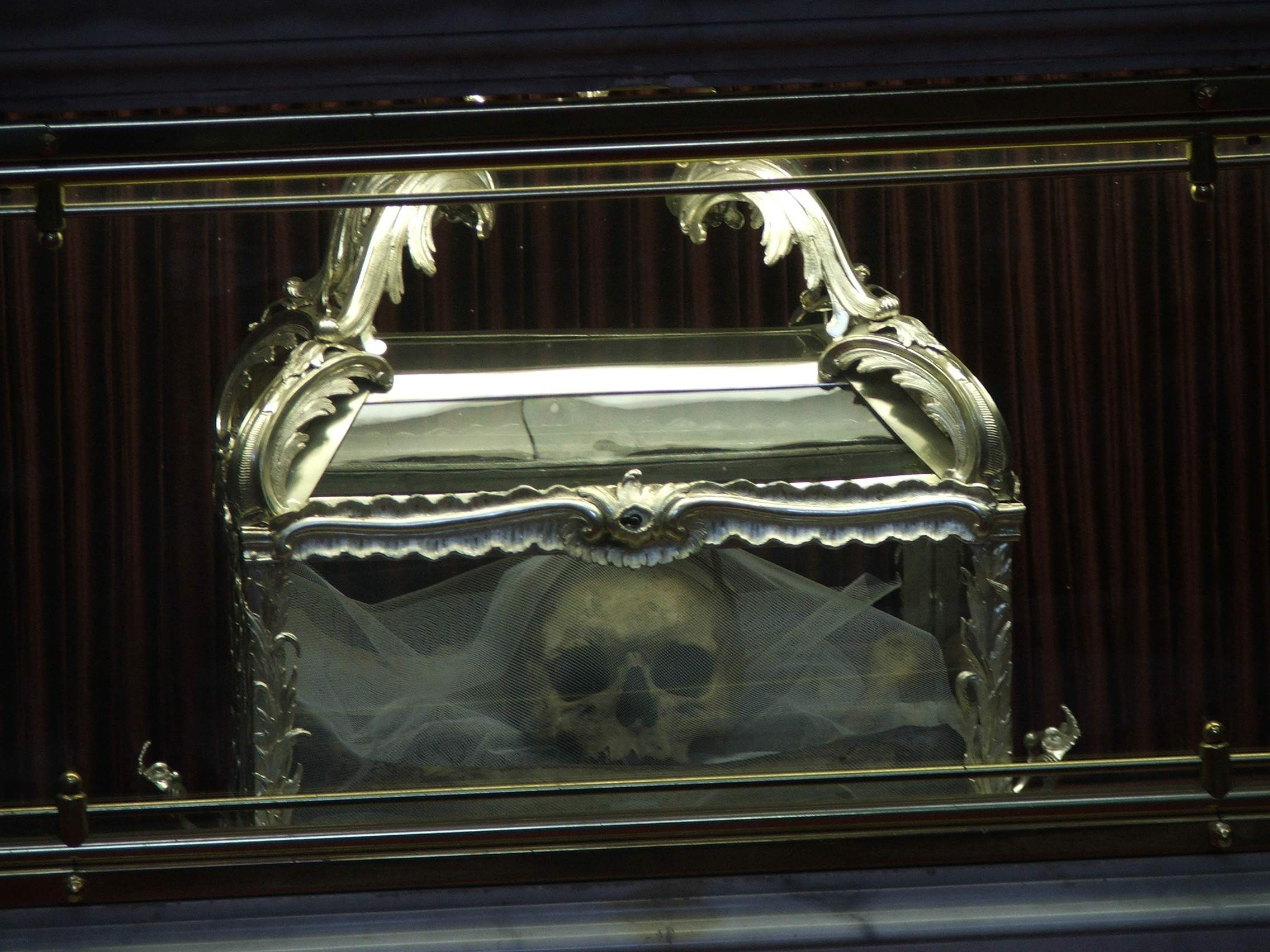
Ereklyéi az esztergomi főszékesegyházban

ereklyetartójában.